# 楚悼王
楚悼王（？—前381年），出土楚国文献作悼折王 ，原名熊疑，楚聲王之子。

## 生平
其父親聲王在位期間，楚師曾圍困宋都十月之久，此次勞師動眾卻毫無收穫的軍事行動，引起了國內貴族、人民的不滿 ，楚聲王六年（西元前402年），盜匪擊殺聲王，在貴族擁立下繼任楚王。西元前400年，魏、韓、趙三侯國聯軍攻擊，進抵桑丘。西元前398年，遣軍圍攻鄭公國首府新鄭。
悼王在位初期，北方的趙、魏、韓勢力崛起，三國競相改革變法，國力強大，嚴重的威脅到楚國的安危，悼王二年(前400年)趙、魏、韓伐楚，三晉至乘丘而還。次年楚國歸榆關於鄭國，悼王十一年，三晉再次伐楚，大敗楚軍，楚國只好賄賂秦國，才得以解三晉之圍。 
在內憂外患之下，悼王急於尋找出路，以擺脫困境，此時在魏國助李悝變法有功的吳起來到了楚國，悼王早已聽說他的名聲，便重用吳起，由吳起所主導的變法，也在悼王在位期間一一實施。